# Готовка
Готовка — деревня в Судиславском сельском поселении Судиславского района Костромской области России. 

## География
Деревня расположена у реки Готовка.

## История
Согласно Спискам населенных мест Российской империи в 1872 году деревня относилась к 1 стану Костромского уезда Костромской губернии. В ней числилось 10 дворов, проживало 20 мужчин и 24 женщины.
Согласно переписи населения 1897 года в деревне проживало 57 человек (26 мужчин и 31 женщина).
Согласно Списку населенных мест Костромской губернии в 1907 году деревня относилась к Завражьинской волости Костромского уезда Костромской губернии. По сведениям волостного правления за 1907 год в ней числилось 11 крестьянских дворов и 66 жителей. Основным занятием жителей была работа малярами..

## Население
| 2008 | 2010 | 2014 |
| ---- | ---- | ---- |
| 213  | ↘159 | ↗204 |